# Somaglia
Somaglia é uma comuna italiana da região da Lombardia, província de Lodi, com cerca de 3.199 habitantes. Estende-se por uma área de 20 km², tendo uma densidade populacional de 160 hab/km².
Faz fronteira com Casalpusterlengo, Codogno, Ospedaletto Lodigiano, Senna Lodigiana, Fombio, Calendasco (PC), Guardamiglio.

## Posição geografica
Somaglia é situado à 25 quilometros ao Sul de sua capital Lodi, e a 15 quilomentros ao Norte de Piacenza.

## Demografia
| Variação demográfica do município entre 1861 e 2011                               |
|                                                                                   |
| Fonte: Istituto Nazionale di Statistica (ISTAT) - Elaboração gráfica da Wikipedia |

## Monumentos
- A igreja paroquial: foi benta em 31 de dezembro 1773 e no exterior é Neoclassica, e quadrada e imponente no interior. O projeto é do Arquitecto Milanés Julio Galieri.
- O Castelo Gavazzi: foi modificado muitas vezes, e a construção que visitamos hoje é do século XV. Foi doado em 1980 da Condesa Guendalina Cavazzi à Administração Municipal.

## Outras imagens

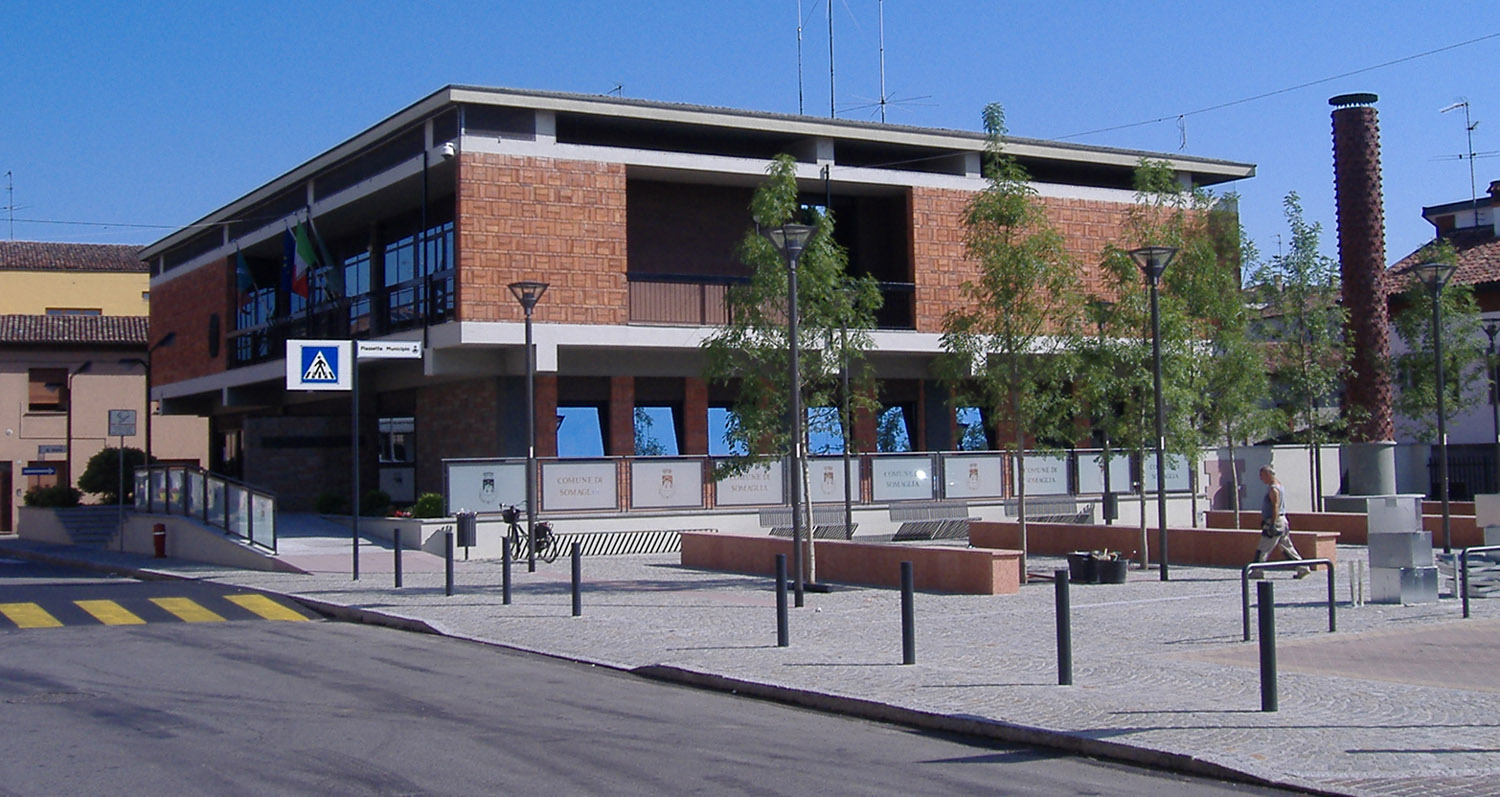
O Palácio Municipal
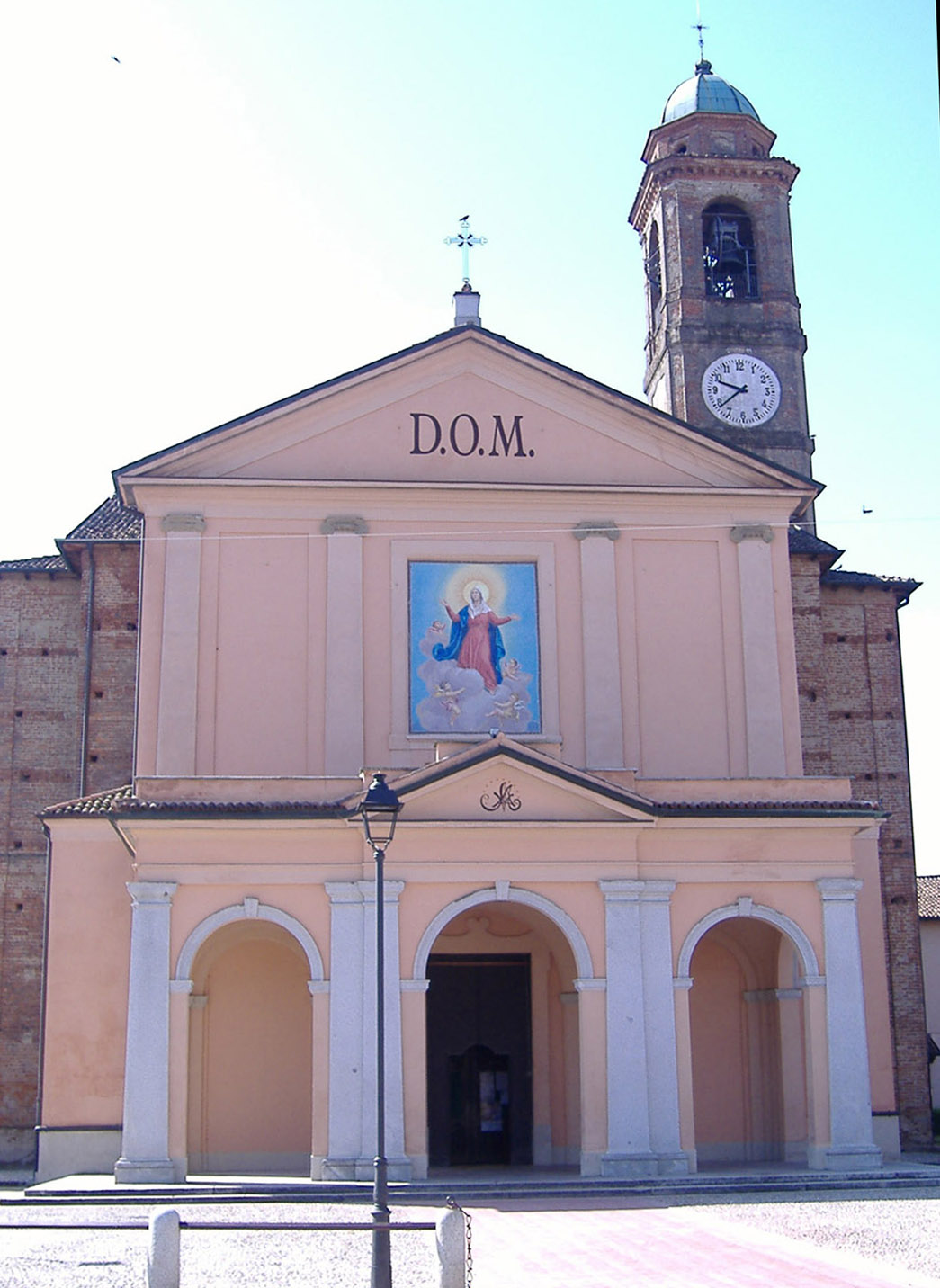
A igreja paroquial
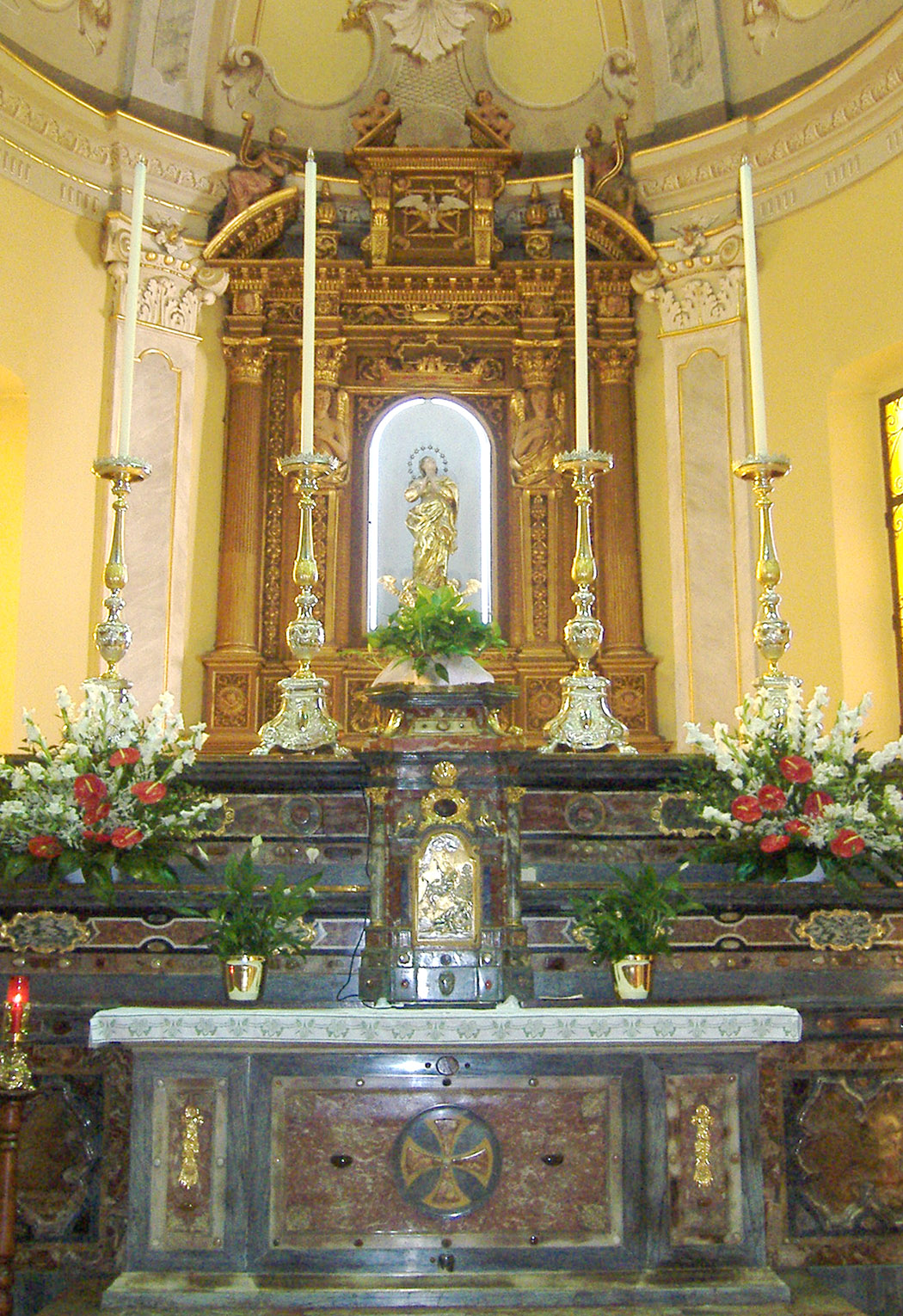
Interior da igreja paroquial

## Conexões externas
- «Site oficial da Municipalidade»